# Збруч (Волочиськ)
ФК Збруч — український футбольний клуб з міста Волочиська Хмельницького району Хмельницької області, який припинив існування в 2015 році. Домашній стадіон — «Юність». Кольори клубу — червоно-чорні.

## Історія
Історія місцевого футболу розпочинається у 1972 році з заснування «Машинобудівника». Футбольні традиції у Волочиську почали закладати ще в 1974 році. Тоді команда «Машинобудівник» з граючими тренерами Євгеном Сіньковим та Миколою Островським перемогла в другій групі Чемпіонату Хмельницької області. Потому у волочиському футболі настав спад. І лише у 1989 році, коли на базі «Машинобудівника» була створена команда «Стріла», волочисцям знову вдалося здобути золоті медалі обласної першості. З 1977 по 1989 роки команда мала назву «Стріла», а з 1990 по 2015 – «Збруч».
«Збруч» став переможцем обласної футбольної першості у 1991 році, але за декілька років, у силу різних обставин, клуб припинив своє виступи у змаганнях. У 2000-х роках команду було відновлено. «Збруч» був багаторазовим чемпіоном та призером обласних футбольних змагань. З 1994 до 2006 року «Збруч» знаходився на балансі міської ради. Командою опікувався тодішній міський голова Іван Рибачук. Наступні два роки ФК «Збруч» допомагала компанія «Агробізнес». У 2008 році починається нова сторінка в історії клубу, який отримав юридичний статус. Президентом ФК «Збруч» обрали голову районної федерації футболу Волочиського району Євгена Сінькова.
У 2015 році клуб припинив існування.

### Досягнення ФК «Збруч» (Волочиськ)
- Чемпіонат України серед аматорів

- Учасник фінального етапу (2 рази): 2009, 2011.

- Чемпіонат Хмельницької області

 Чемпіон (9 разів): 1991, 2000, 2005, 2008, 2009, 2011, 2012, 2014, 2015.
 Срібний призер (3 рази): 2001, 2010, 2013.
 Бронзовий призер (3 рази): 1996, 2006, 2007.
- Кубок Хмельницької області

 Володар (5 разів): 2010, 2011, 2012, 2014, 2015.